# ラグナシア
ラグナシア（LAGUNASIA）は、愛知県蒲郡市海陽町にある海をテーマにしたテーマパーク。2002年（平成14年）4月25日に開園した。シーサイドリゾート「ラグーナテンボス」の中にある。

## 概要
ラグナシアのテーマは、海。大航海時代や海洋冒険譚をイメージしたパークで、その全体が地中海の交易で栄えた中世のアドリア海に面した港町という設定になっている。スペインからイタリア、ギリシアの文化や雰囲気が渾然一体となったもので、パークの中心にウォーターパーク、大規模プールがあり、夏はプールにナイトプール、秋冬はカヌーやボート体験ができるようになっており、秋は「ラグーナハッピーハロウィーン」、冬はイルミネーションやプロジェクションマッピング、クリスマスらしいイベントが開催される。道路を挟んだ場所に、おさかな市場・ラグーナアウトレット・レストランなどの商業施設が入居する「ラグーナフェスティバルマーケット」がある。フェスティバルマーケット（2009年に増床・全面リニューアル）とラグナシアはペデストリアンデッキ（連絡通路）で繋がっている。エレベーター・エスカレーター(フェスティバルマーケット内のみ)は全て三菱製。機種は2002年開業エリアにはエレパック、2004年開業エリアにはエレパック・アイが設置されている。なお、エスカレーターの機種はJシリーズ。

## 施設
- アトラクション、ショッピング、レストラン等の全ての施設を水着のままで利用することができ(一部上着着用あり)、それを売りにしている。
- 屋内型アトラクションが多く、雨の日でも多くのアトラクションが楽しめる。
- 夏は伝説の港町が「ジョイア　マーレの浜辺」、「ルナポルト」、「ゼウスの稲妻」などの合計6つのプールとなり、水着のままアトラクションに乗ることが可能。更に、2019年7月13日「やどかりさんの海」及び「ポレールの船」は「JULAGOON」(ジュラグーン)となり、2025年7月24日に「くじらさんのスプラッシュガーデン」になった。
- ゲルストラウアー社（ドイツ）の日本における初の設置となるローラーコースター「アクアウィンド」、ボック型ライドアトラクション「マジカル パウダー」、お菓子工場が秘密基地の「キャンディ ファクトリー」が登場（2004年4月24日）。
- 屋根付きの多目的ホール「セロシアホール」と新アトラクション「パイレーツブラスト」（トレジャーハンティングのリニューアル）が登場（2007年3月17日）。投資額5億円（パイレーツブラストとセロシアホールの合計）。
- 日本初登場の実体験RPG空間アトラクション「マジクエスト」がオープン。子供向けゾーン「ステラパーク」にもガトーのサイクルモノレール「パラレルウォーク」・噴水「ジャンピンウォーター」・幼児向けアスレッチク遊具「パラレルデッキ」が同時オープン（2008年3月20日）。投資額5億円（ステラパークとマジクエストの投資額）。
- 新エリアにフラワーラグーン（変な森）・ラグーナテンボスアートシアター･変なホテルラグーナテンボスがオープン。2015年の史上最光の冬ラグーナより、新エリアにてカーアクションマッピング「AMAZE」(アメイズ)とイルミネーション「光の草原」、その新エリアへの架け橋に「幸福のレインボーアーチ」が追加された。2024年には光の草原が「Tree in the Sky」としてリニューアルされた。
  - フラワーラグーン-四季折々の花が楽しめた。2022年7月2日、アスレチック「変な森」としてリニューアルオープン
  - アートシアター - 面積約700m2、客席数216席の独立型劇場。2016年4月29日に開場[1][2]。イベント等で多目的利用されている。
- パイレーツブラストのコースターに乗りながらVRで仮想空間を探検できるVRアドベンチャーがオープンした。[3]

## アトラクション
パイレーツ ブラスト
暗闇の中トロッコに乗って洞穴をめぐる半屋内型コースター。最後に屋内から外へ抜け出すといった特徴がある。
レジェンド オブ ラビリンス
丸太のボートに乗って高さ10メートルから降りる急流すべり型アトラクション。水しぶき対策としてポンチョが売られている。
アクア ウィンド
日本初登場のドイツ製コースターが特徴的なトロッコ型コースター。冒頭に「シュワルツコフカーブ」と呼ばれる急降下ポイントがある。
しまじろう シーパーク ガオガオさんのかいていけんきゅうじょ
2022年7月16日オープンのキッズ・パーク。3階建ての施設で遊びながら海の生き物や海をきれいにする方法が学べるようになっている。最後には限定シールがプレゼントされる。
マジカル パウダー
ボックス型ライドに乗ってラグナシアに住む妖精の物語を楽しむシアター型アトラクション。ベビーカーのまま利用することができる。ライドにはそれぞれアレン、ボブ、キャロル、ディーン、エディー、フレディ、ジョージ、ハリー、イザック、ジュリエット、ケント、ルイスという名前がついている。
しまじろう シーパーク
巨大ネットやお寿司屋さんごっこ体験などで遊ぶことのできる全天候型キッズ・パーク。「はじめましてのうみエリア」、「あわあわラグーンエリア」、「かいていガーデンエリア」の三つで構成されている。「はじめましてのうみ」内では「もしもしせんすいかん」、「かにかにバランス」、「こばんざめクライミング」、「おしゃれやどかり」、「なぞなぞアンコウ」のアトラクションがあり「あわあわラグーンエリア」内ではネット遊具やボールプールで遊ぶことができる。「かいていガーデンエリア」内のステージでは「しまじろうのシーパーク・セレびれーション」が催されている。
ドリーミングクエスト
青い涙と呼ばれる携帯ツールを持ち園内を巡って宝探しを行うモバイルラリー。最後にもらえる「冒険の書」に「ラッキー」の文字があるとプレゼントがもらえる。
ラグナシア 伝説冒険ツアー
5つのアトラクションを巡り、ラグナシアのバックストーリーを読み解くパスポート所有者限定のアトラクション。5つのアトラクションを巡ると限定カードがもらえる。
ファイア ファイア NEXT～レビヤタンの逆襲～
3Dプロジェクションマッピングを搭載したシューティングライド。上位3位の得点はアトラクション外の画面へ映し出される。
プエルプエラ
カラフルな室内が特徴的なキッズ向けプレイルーム。
アルキン ベーダー
最大10人で遊ぶことのできるスペースインベーダー。壁と床に投影されたインベーダーの大群を足を使って撃ち落とす。
観覧車
ラグーナフェスティバルマーケットにある高さ65ｍの観覧車。三河湾が一望できる。
3D水族館
自分で書いたイラストを巨大なスクリーンで泳がせることのできるシアター型アトラクション。2Dエリアと3Dエリアに分かれている。
たまご調査隊 不思議なたまごの謎
ラグナシア内を巡りながらなぞ解きをするウォークラリー。クリアすることができれば限定ステッカーをもらうことができる。
ウォーターアクティビティ
プールオフ期限定で楽しむことのできるアクティビティ。電動ボートや足漕ぎボートに乗ってプールを周遊することができる。
アスレチックパーク「変な森」
フラワーラグーンの跡地に設置された2022年7月2日オープンの新アスレチックエリア。「ハラハラ櫓」、「ドキドキ砦」、「ワクワク城」の三つで構成されている。「ワクワク城」内ではスタンプラリーが実施されている。
びーくるらんど
室内に設置されたゲームやコインライドで遊ぶことのできるコーナー。
ジュラグーン
恐竜や卵をモチーフにしたネットアスレチック。迷路のような構造が特徴的である。

2024年冬クローズ

### ステラパーク内のアトラクション
ステラコースター
八色のクジラに乗って走るジェットコースター。
セイル アウェイ
帆船をモチーフにした左右回転アトラクション
スイム＆スイング
32人同時に乗ることができる回転ブランコ
キッズ パイロット
上下に操縦することのできる回転飛行機
パラレル ウォーク
ラグナシアキャラクター「ガトー」のサイクルモノレール。高さは3ｍ、全長130ｍ。
しまじろう シーパーク ぷくぷく トレイン
2021年3月6日オープンの6つのポイントを巡るミニサイズ汽車
マーメイド カルーセル
海の生き物に乗るメリーゴーランド

## エンターテイメント

### 通年
噴水ショー
春・秋にはラグナシアらしい神秘的な曲とともに大きな噴水が楽しめます。
クリスマスシーズンにはムービング噴水が奏でる冬バージョンの噴水ショー。夜には噴水を照らすライティング、冬ならではの幻想的な「水と光の世界」を演出する。
Tree in the Sky イルミネーションショー
天空に宿る生命の光をイメージした、幻想的な世界が広がる空間イルミネーションが初登場。音楽に合わせて雲海とオーロラの演出が加わるイルミネーションショーも開催。2023年冬より開催。※2025年3月15日から5月11日までの期間限定
ラルース
日本初の360°で繰り広げられる3Ｄマッピング。「光」をテーマとしたリアルでダイナミックな世界が広がり まるで星座が目の前に浮かんでいるかのような不思議な空間を作り上げます。
開催場所：ゼフィロス広場

### 春
ルノアレーヴ(ライブエンターテイメントショー)
「サーカス」「ダンス」「プロジェクションマッピング」が融合したライブエンターテイメントショー。テーマは遥か彼方にある「海のシルクロード」の「夢の世界」2021年春より公演。
開催場所：アートシアター
ガトーズパラレルジムナスティック
ラグナシアのリーダー「ガトー」と仲間たちが繰り広げられるとっても愉快なダンスショー。2010年以前にはビバ・ピアッツァステージにて開催されていた。2023年春より開催。
開催場所：アートシアター
ミスティノーチェ　(花火スペクタキュラ)
ラグナシアの夜空を花火と噴水・プロジェクションマッピング等のショーエフェクトが壮大に彩る様は、決して他の花火大会では見ることの出来ない「新たな感動」を皆さんにお届けします。主にGW期間に実施されます。
月の輝く美しき夜、妖精たちが現れ、ラグナシアに訪れた皆さんを海のシルクロードの「夢の世界」へご案内します。そこには眩いばかりの光が溢れ、夢の世界に君臨する女王が、訪れた皆さんをエスコートします。さあ、いっしょに夢の世界へ…。
開催場所：ルナポルト
※2022年4月23日限定20周年スペシャルバージョン

### 夏
フレイム　(花火スペクタキュラ)
ナイトプールの合間に、夜空を彩る花火ショー。 パフォーマーによる炎の演出、夜空を彩る壮大な花火、テクノとロックが融合したサウンド、そして照明・噴水・レーザーのショーエフェクトのコラボレーションがナイトプールをさらに盛り上げます。
開催場所：ルナポルト
スプラッシュファウンテン
音楽に合わせて噴水が上下左右いろんな角度に吹き上がる大迫力の噴水ショー。プール内はびしょ濡れエリアに！　
※プール開催日限定開催
開催場所：ルナポルト
スプラッシュビクス
プールに入りながら音楽に合わせてエアロビクスが楽しめる参加型のショー。噴水の水しぶきを浴びて爽快びしょぬれエクササイズ！
開催場所：ルナポルト
スプラッシュビーツファウンテン
ナイトプール仕様のアゲアゲの新噴水ショー。
※ナイトプール開催日 限定開催
開催場所：ルナポルト
スプラッシュビーツ
ナイトプール仕様の新参加型ダンスショー。噴水の水を浴びながら、EDMサウンドに合わせて皆でレッツ・ダンス！　
※ナイトプール開催日 限定開催
開催場所：ルナポルト
スプラッシュGIGA MAX
噴水や照明レーザーなどのショーエフェクトなどの演出も加わった打上花火。水しぶきや様々な光の演出を浴びながら打上花火を楽しめます。
開催場所：ルナポルト

### 秋
ディアーモンスターズ
海のシルクロードの彼方にあると言われるとある古城に集い、世界中のモンスターが繰り広げる驚愕のサーカスパフォーマンスや華麗なダンスが満載のホラーテイストのエンターテイメントショー。
開催場所：アートシアター
ガトーズハッピーハロウィーンパーティ
ラグナシアのリーダー「ガトー」が世界中のモンスターを招待し、「ハロウィーンパーティ」を開催!　とっても愉快なダンスショー。
開催場所：アートシアター
ダーガイスト
ゴースト達がラグナシアの夜の広場を埋め尽くす！ハロウィーンシーズン限定の360°3Dマッピングショー。
開催場所：ゼフィロス広場

### 冬
ホーリークリスマス
プロジェクションマッピングと、華麗なダンス、そしてスリリングなサーカスアクトが、心温まる「クリスマスの物語」を演出する、本格的なミュージカルダンスショーをお楽しみください。
開催場所：アートシアター
ライトアップセレモニー
「ジョイアマーレの浜辺」にあるクリスマスツリーを舞台に、キャラクター達とイルミネーションに光を灯すゲスト参加型の感動の点灯式です。
開催場所：ジョイアマーレの浜辺
ネージュ
360°で繰り広げられる3Dマッピングの冬季限定バージョン。光の世界や可愛らしいお菓子の家を表現したプロジェクションマッピングとショーキャストがコラボレーションしたショーです。
開催場所：ゼフィロス広場
マレジェロ
「海の神秘」をテーマとした、美しき噴水をメインにレーザーやプロジェクション・マッピングなど様々な「光」と華麗なダンサーのパフォーマンスが楽しめる新たな「水と光のショー」。
開催場所：ルナポルト
ラ・レーヴ・デ・ノエル　(花火スペクタキュラ)
冬の夜空を彩る花火と、噴水やプロジェクションマッピングなどのショーエフェクト、煌びやかなイルミネーションを身に纏ったショーキャストが、幻想的で壮大な「クリスマスの夢物語」を演出します。サンタのプレゼントとして送られた人形があるクリスマスの夜、空を見上げ、故郷である美しきサンタの街とその仲間たちを懐かしむ物語。
開催場所：ルナポルト

## キャラクター
ラグナシア開業時にはキャラクターは設定されなかった。2004年（平成16年）4月24日の新施設「ビバ・ピアッツァ」完成とともに、「ガトー」、「ピート」、「モルサ」が誕生した。
その後、ラグナシア10周年を記念して女の子のキャラクター「ルナ」が追加された。
彼らは『パラレル海賊団』を結成しており、パラレルワールドから来た設定。
ガトー
『パラレル海賊団』のリーダーである、航海士の格好をした猫の男の子。性格は好奇心旺盛なイタズラっ子で、責任感が強く仲間思い。首にかけている「魔法の羅針盤」が宝物。
ピート
ペリカンの男の子。性格はせっかちなお節介で怖がり。博学。
モルサ
セイウチの男の子。性格は温厚でおっとりした忘れん坊。潜水とどこでも寝られることが特技。
ルナ
ラグナシア10周年を記念して登場した猫の女の子。性格はちょっとおてんばで好奇心旺盛。心優しく仲間思い。好きなものは夜空を眺めること、歌、詩、宝石、スイーツ。

## その他
- 2003年公開の映画「ゲロッパ!」の撮影時には営業時間が短縮され、貸切での撮影が実施された。
- フジテレビ系バラエティ「おじゃマップ」（2012年11月21日放送）の企画で、香取慎吾（SMAP）・山崎弘也（アンタッチャブル）・近藤真彦・久本雅美が来園。
- 2013年CBC製作　超絶☆絶叫ランドが施設内で撮影された。
- 中京テレビPS純金（2015年7月24日放送）「ラグーナテンボスをお得にねぎ〜る!ラグーナテンボスSP!」の番組内で高田純次・中田敦彦　藤森慎吾 オリエンタルラジオ・おかずクラブ・ねば～る君が来園。

## 沿革
- 2002年（平成14年）4月25日 - ウォータースポーツパーク「ラグナシア」（海をテーマにしたアミューズメントパーク）オープン。
- 2003年（平成15年）1月7日 - 映画「ゲロッパ!」の撮影が行われる。
- 2004年（平成16年）4月24日 - リゾートエリア「ビバ・ピアッツァ」（お祭り広場）を新設。
- 2007年（平成19年）3月17日 - 多目的ホール「セロシアホール」と新アトラクションが登場。
- 2008年（平成20年）3月20日 - 日本初登場の体験型RPGアトラクション「マジクエスト」などが登場。
- 2014年（平成26年）8月1日 - 施設運営が、蒲郡海洋開発からHISが設立した新会社「ラグーナテンボス」へ譲渡される[12][13]。
- 2016年（平成28年）4月29日 - 独立型劇場「ラグーナテンボスアートシアター」が開場。こけら落とし公演はハウステンボス歌劇団の「こけら落とし特別公演」[1]。
- 2016年（平成28年）7月16日 - パイレーツブラストを使った「VRアドベンチャー」がオープン[14]。第一弾は「未来都市〜High up in the sky〜」[14]。
- 2017年（平成29年） - セロシアホールをリニューアル、「avex360°3Dシアター」としてオープン。
- 2019年（令和元年）7月20日 - リアル脱出ゲーム×劇場版しまじろうのわお！『しまじろうとまほうのゆうえんち』蒲郡公演開催。

## 不祥事

### 水上バイク事故
- 2022年4月23日、水上ショー「セイレーン・サーガ」を行っている際に水上バイクが運転を誤って観客席に突入する事故が発生し、観客2人が負傷した。これを受け、運営会社は当面の間、ショーの実施を取りやめることを発表した[15]。
- また、前述の水上ショーのスタッフ8人が2021年10月から2022年2月までの間、操縦免許（特殊小型船舶操縦士）を持たずに運転していたことが同年4月に報じられた。国土交通省では安全対策が講じられた遊園地などでは免許がなくても水上バイクを操縦できる例外規定を設けているが、ラグナシアはその例外規定の対象外だった[16]。
- 2023年2月、愛知県警蒲郡警察署は業務上過失傷害の疑いで出演者の男性4人、船舶職員及び小型船舶操縦者法違反の疑いで運営会社と代表取締役の男性をそれぞれ書類送検したことを発表した[17][18]。

## アクセス
- JR東海・名鉄 蒲郡駅下車[19]
  - 蒲郡駅前バス停（南口）からラグーナテンボス 無料シャトルバスに乗車[19]
- JR東海 三河大塚駅下車[19]
  - 徒歩
  - 名鉄バス 病院丸山循環線（病院方面）に乗車[20]